# 我是傳奇 (專輯)
《我是傳奇》為台灣男子團體Lollipop棒棒堂（現分拆為JPM和Lollipop F）的第二張專輯，於2009年6月5日進行全面預購，亦於同年2009年6月19日正式發行。此碟初版發行了兩個版本，分別為"預購版"及"平價版"。另外Lollipop棒棒堂亦把這張專輯的名字舉辦了他們第一次的亞洲巡迴演唱會，名為「棒棒堂我是傳奇2009亞洲巡迴演唱會」，首站在香港紅磡體育館舉辦。這張專輯是Lollipop棒棒堂分家前最後一張以六人姿態發行唱片，為成員王子和小傑在團的最後一張唱片。
另外在這張專輯裡面，棒棒堂多位成員參與了創作，專輯裡10首歌曲中有9首歌是成員親自填詞，2首歌曲是由成員親自作曲。
本專輯第一首主打歌是與專輯同名的歌曲《我是傳奇》，而第二主打則是因為演唱會關係、要在專輯推出後的兩個半月才在電視首播MV的《綜藝咖》（電台首播則在專輯發行同日），電視第三、四主打正在籌備（《說說》以及《夏日戀愛》MV），而電台就已經播出；專輯裡除了一張載有下表十首歌曲的CD外，也贈送了32頁的Lollipop棒棒堂後台故事寫真與歌詞特典。

## 曲目
| 曲序     | 曲目         |              | 作曲                                                                 | 编曲     | 製作人   | 备注         | 时长  |
| -------- | ------------ | ------------ | -------------------------------------------------------------------- | -------- | -------- | ------------ | ----- |
| 1.       | 我是傳奇     | 敖犬、王子   | 倪子岡                                                               | 陳信安   | K.Y.B    | 第一波主打歌 | 3:12  |
| 2.       | 夏日戀愛     | 史丹利       | 笹本安詞                                                             | 蔡庭貴   | K.Y.B    | 第三波主打歌 | 4:12  |
| 3.       | 綜藝咖       | 敖犬         | 笹本安詞                                                             | 蔡庭貴   | K.Y.B    | 第二波主打歌 | 4:22  |
| 4.       | 說說         | 王子         | 王子                                                                 | 奧斯卡   | 陳偉     |              | 4:39  |
| 5.       | 交換日記     | 小傑         | 小煜                                                                 | 京延     | 陳偉     |              | 4:29  |
| 6.       | Loga Loga    | 威廉、黃貞穎 | 韓星洲、呂紹淳                                                       | 呂紹淳   | 呂紹淳   | 威廉獨唱     | 3:36  |
| 7.       | 衝破封鎖線   | 小傑         | 梯依恩                                                               | 梯依恩   | K.Y.B    | 小傑獨唱     | 3:51  |
| 8.       | 少了妳的房間 | 小傑         | 宇珩                                                                 | 康有韋   | 蕭旭甫   |              | 3:35  |
| 9.       | 吵鬧的沉默   | 王子、林尚德 | 王維皓                                                               | 饒善強   | 蕭旭甫   |              | 5:14  |
| 10.      | One Way      | 敖犬、小傑   | Pascal Guyon-"Claps"、Sean Alexander、 Jimmy Burney、Drew Ryan Scott | 呂紹淳   | K.Y.B    |              | 3:01  |
| 总时长： | 总时长：     | 总时长：     | 总时长：                                                             | 总时长： | 总时长： | 总时长：     | 35:16 |